# Chiesa ed ex convento domenicano di San Bartolomeo
(Giordano Bruno, dal Primo costituto di Bruno (Venezia, 26 maggio 1592))
Il convento domenicano di San Bartolomeo è un edificio claustrale ubicato a Campagna, in via  San Bartolomeo n.178, nell'omonimo quartiere.

## Storia
L'edificio è stato realizzato a partire dal 1449, anno della bolla di erezione del convento da parte del papa Niccolò V, su una precedente chiesa. Secondo lo storico Rivelli, la realizzazione avvenne per volere di Francesco Orsini, Prefetto di Roma. La direzione dei lavori fu affidata a Pietro Viviani e a Giacomo De Chiara.
Il convento venne affidato all'Ordine dei Frati Predicatori, già presente sin dal 1259. Fra il 1571 e il 1572 vi compì il noviziato Giordano Bruno. Il convento divenne sede dello Studio Generale, un'istituzione che si occupava di studi filosofici, letterari e teologici per la nobiltà locale. Fra i suoi allievi vi furono Marco Fileta Filiuli, Giovanni Antonio De Nigris e Giulio Cesare Capaccio.
I frati domenicani ne ebbero il possesso fino all'unità d'Italia.
Dal 1878 al 1927 il convento venne utilizzato dal Distretto militare di Campagna come caserma mentre la chiesa rimase come parrocchia. 
Tra il 1940 e il 1943 la struttura venne destinata a campo di internamento fascista per circa 369 detenuti inglesi e francesi, ebrei italiani, ebrei stranieri, apolidi, tedeschi, austriaci, polacchi, fiumani, cecoslovacchi, jugoslavi.

## La struttura

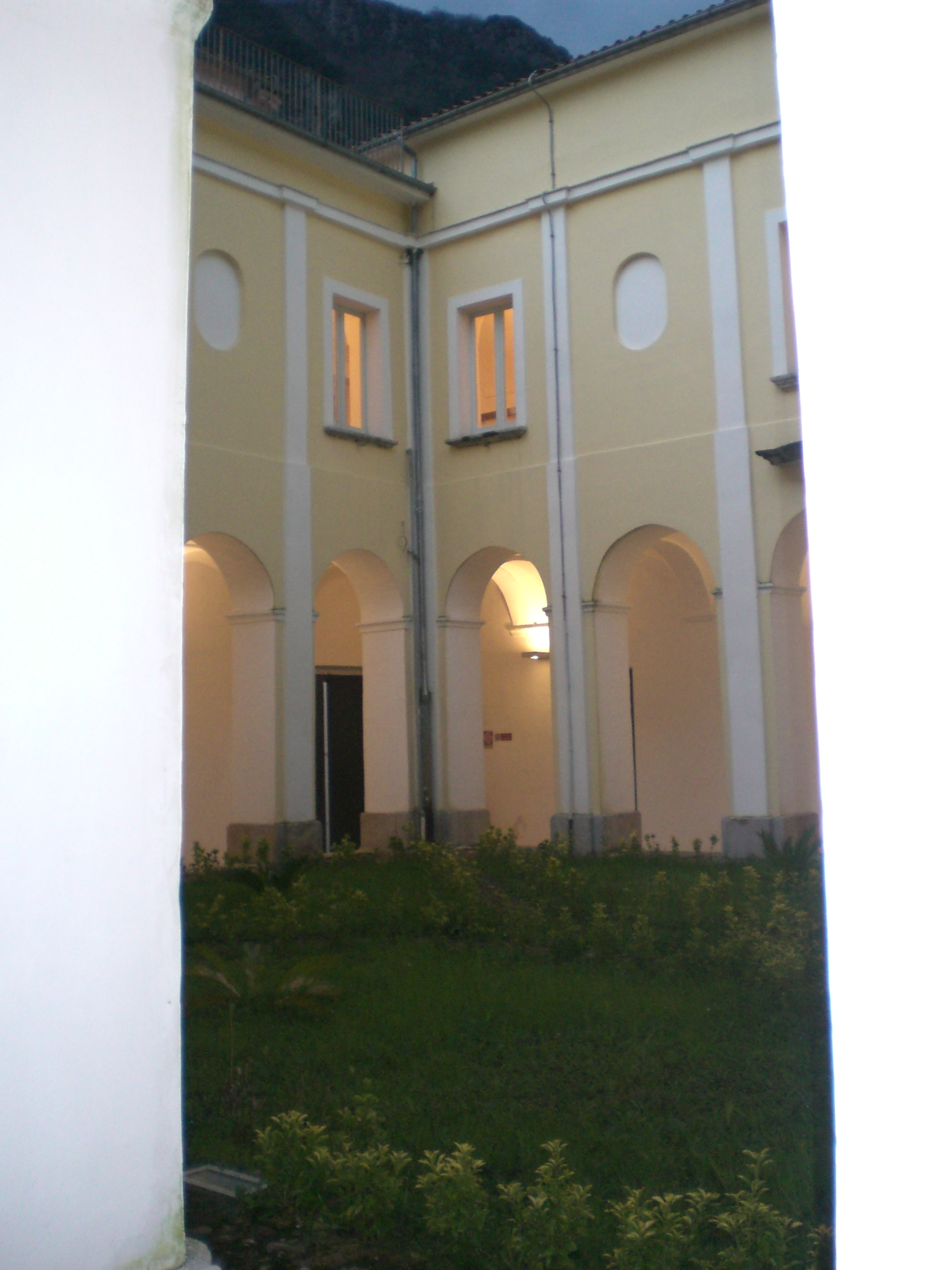
Il chiostro

### Lo scalone
L'edificio è accessibile da uno scalone a due rampe pavimentato in pietra locale e delimitato da muretti arricchiti di capitelli, in pietra calcarea di persumibile origine medioevale, posti al rovescio.

### L'ex convento
L'edificio claustrale presenta tre piani (il terzo aggiunto nell'Ottocento) con chiostro centrale. Gli ambienti interni sono di varie dimensioni e del periodo quattrocentesco rimane ben poco. Totalmente rimaneggiato nei secoli, ha subito l'ultimo restauro a seguito del terremoto dell'Irpinia. Il chiostro, delimitato da arcate a tutto sesto in muratura è privo di decorazioni.

#### Itinerario della Memoria e della Pace
L'edificio è sede di un percorso culturale con pannelli fotografici-didattici riportanti documenti e foto attinenti al campo di internamento fascista, alla permanenza degli ebrei durante il secondo conflitto mondiale, e alle figure di Giovanni e Giuseppe Maria Palatucci. Il percorso presenta la ricostruzione di una stanza degli internati e della sinagoga (in origine situata al piano terra).

#### Il lapidario
Il portico del chiostro ospita una serie di materiale lapidario come stemmi, un'acquasantiera, capitelli e altri elementi provenienti da vari edifici.

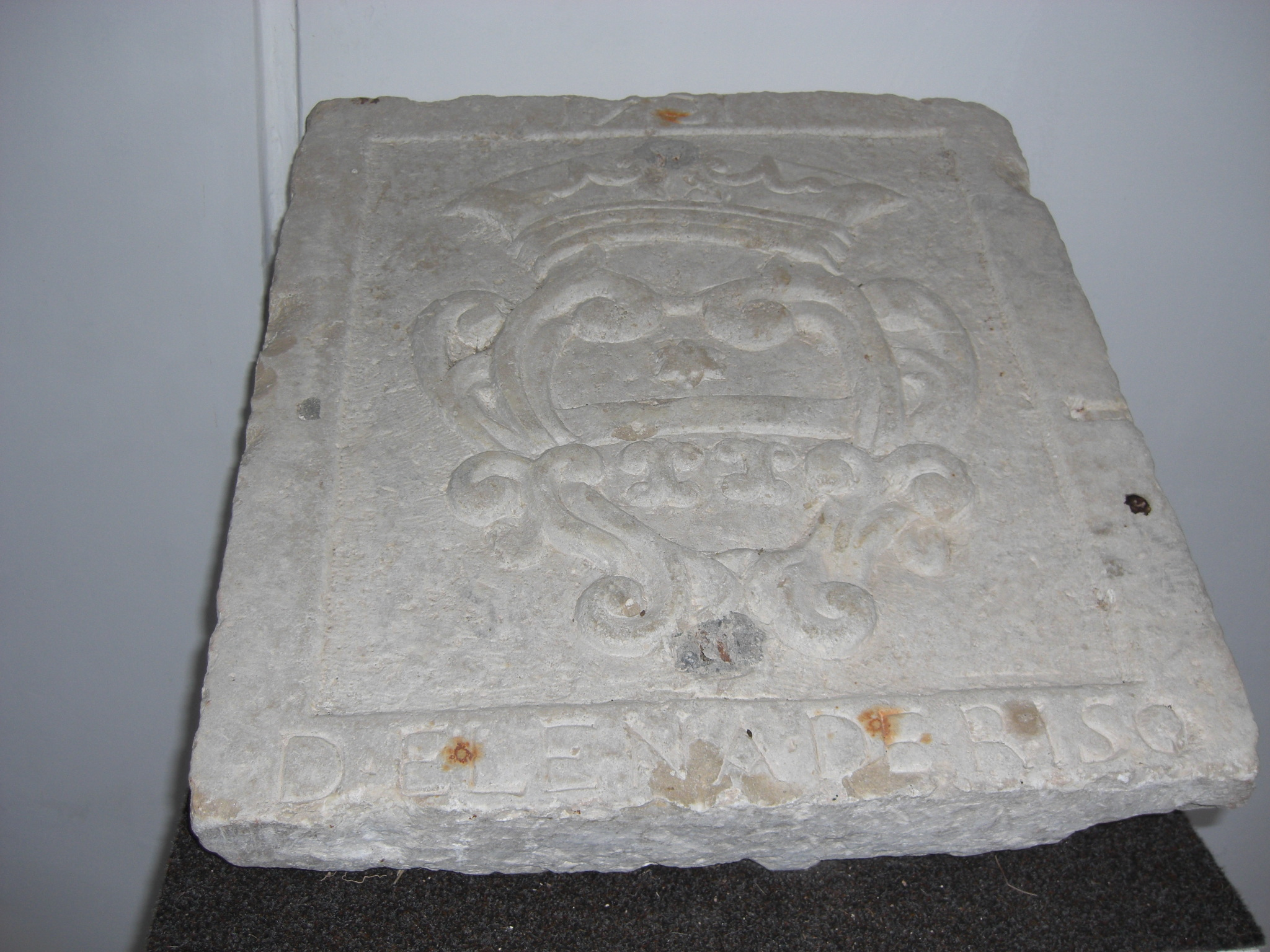
Stemma della famiglia De Riso (1400) custodito nel lapidario

### La chiesa
La chiesa è a croce latina e la facciata presenta due portali in pietra, quello principale e a destra quello dell'oratorio della confraternita del SS. Rosario. L'interno è costituito da un ambiente rettangolare con due cappelle laterali, da una abside quadrata definita da un arcone a tutto sesto e coperta da volta a crociera priva di qualsiasi elemento decorativo. L'aula è ornata da quattro edicole con stucchi in stile settecentesco. Il soffitto ligneo, interamente decorato con oro zecchino, intarsiato ed intagliato ad ampie volute floreali, riporta uno stemma con la scritta: “ANNO REPARATAE SALUTIS MDCCXIII”.
La cappella sinistra presenta stucchi ottocenteschi e un altare al di sopra del quale si eleva una nicchia con marmi, datata 1815, in cui trova posto la statua della Madonna.
L'altare ligneo è un'opera del secolo XVII, che custodisce il Crocifisso velato denominato  SS. Nome di Dio.
La chiesa è sede di due confraternite:
- Confraternita del Santissimo Rosario, presente dal 1572[7], anche se altri ne attestano la fondazione nel 1605.[8][9]
- Confraternita del Santissimo Nome di Dio, istituita come semplice associazione nel 1538[8], come confraternita nel 1593.[10]